# Шелапутин, Павел Григорьевич
Павел Григорьевич Шелапутин (1848—1914) — промышленник, действительный статский советник, потомственный дворянин, общественный деятель, благотворитель и меценат. Член Московского общества исследователей природы.

## Биография

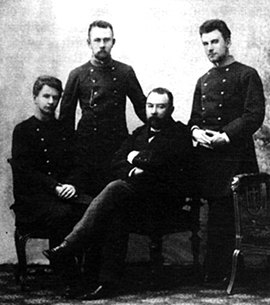
Семья Шелапутиных. Павел Григорьевич с сыновьями Борисом, Григорием и Анатолием (1897).

Из купеческого рода Шелапутиных, обосновавшихся в Москве в конце XVIII века, старообрядец. Получил прекрасное домашнее образование, с детства увлекался искусствами и музыкой. В молодости Павел учился игре на скрипке у профессора Московской консерватории, композитора и дирижёра Большого театра Юлия Гербера.
Один из учредителей товарищества Балашихиннской мануфактуры (вместе с Иваном Ивановичем Карзинкиным — родственником по линии сестры) (1874). К концу XIX века она вошла в число 100 крупнейших на европейской территории Российской империи предприятий и стала шестой в Московской губернии. Уже в то время Шелапутин начинает заниматься благотворительностью и создает при производстве дом призрения, где осуществлялся уход за 120 престарелыми работниками и сиротами. Был организатором и председателем совета Общества Средних торговых рядов в Москве.
В 1869 году Шелапутин приобрёл у Э. Д. Нарышкина имение Покровское-Фили. Не преследуя коммерческие цели, предоставил парк и лес для общего пользования горожан. Здесь же он устроил приют для неизлечимо больных на 20 человек.
Наряду с предпринимательством занимался общественно-религиозной деятельностью. До 1917 года имя Шелапутиных часто упоминали в разговорах. Когда речь заходила о дорогой покупке, говорили «Я ещё не сделался Шелапутиным!», или, зная о щедрой благотворительности этой семьи: «Ты угостишь меня по шелапутинскому счёту».
Являясь членом Первого московского общества трезвости, организовал Рогожское отделение общества (1896) в своём доме на 1-й Рогожской улице и на свои деньги содержал две чайные, в которых были устроены читальня с библиотекой, а также книжный магазин.
Имел троих взрослых сыновей — Григория, Анатолия и Бориса, которых потерял за короткое время. Первым ушёл из жизни Григорий (1872—1898), обладавший талантом художника, друг М. В. Нестерова. Вторым умер Анатолий (1875—1906), скоропостижно, от воспаления лёгких. Анатолий был талантливым музыкантом, обладал абсолютным слухом. Его хорошо знали в музыкальных кругах Москвы, а Н. А. Римский-Корсаков посвятил ему одну из фортепьянных пьес. Последним умер Борис (1871—1913). Он вёл весёлый образ жизни, был связан с актёрами Московского Художественного театра, писал стихи.
В память о своих сыновьях и о родителях, на средства П. Г. Шелапутина в Москве были построены:
- Институт усовершенствования гинекологов имени Александры Петровны Шелапутиной[8] на Большой Пироговской улице. Выстроенное и оснащённое здание института было передано Московскому университету (1896).
- Мужская гимназия имени Григория Шелапутина в Большом Трубецком переулке[9] (1901)[10].
- Ремесленное училище имени Григория Шелапутина на Миусской площади[11][12] (1903).
- Мужское ремесленное училище имени Григория Шелапутина на Калужской улице[13] (1904).
- Женское ремесленное училище имени Григория Шелапутина на Калужской улице[14] (1904).
- Реальное училище имени Анатолия Шелапутина и Педагогический институт[15] на Девичьем поле[16], названный его именем (1912).

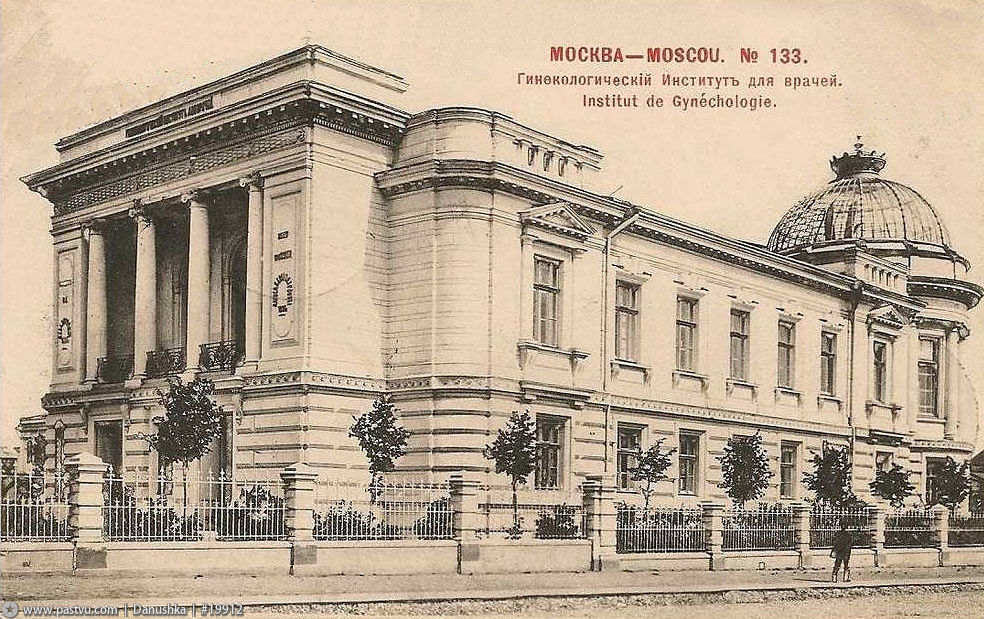
Гинекологический институт для врачей имени А. П. Шелапутиной (1896)
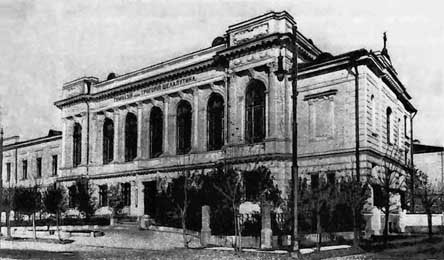
Мужская гимназия имени Григория Шелапутина в Большом Трубецком переулке (1901)
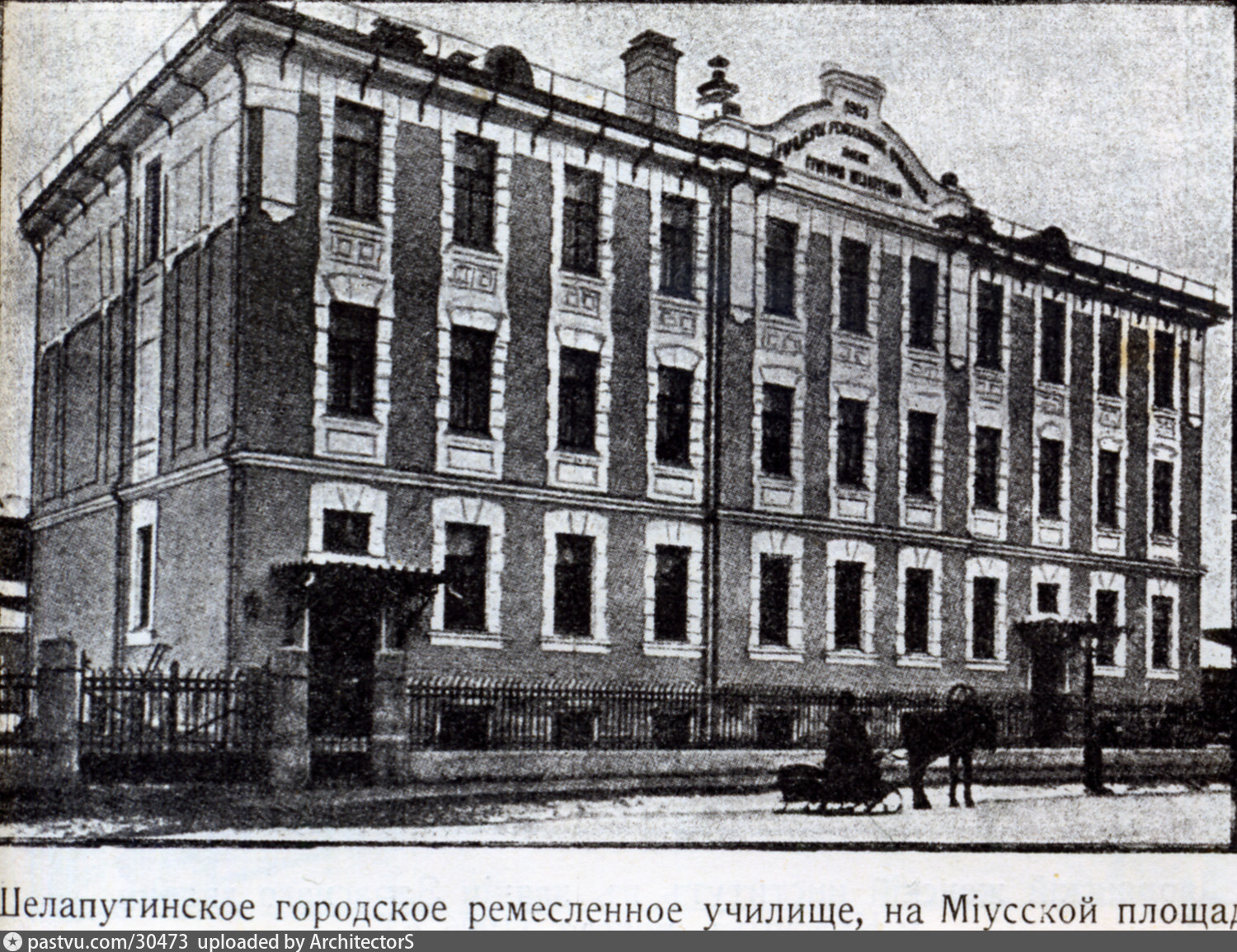
Ремесленное училище имени Григория Шелапутина на Миусской площади (1903)
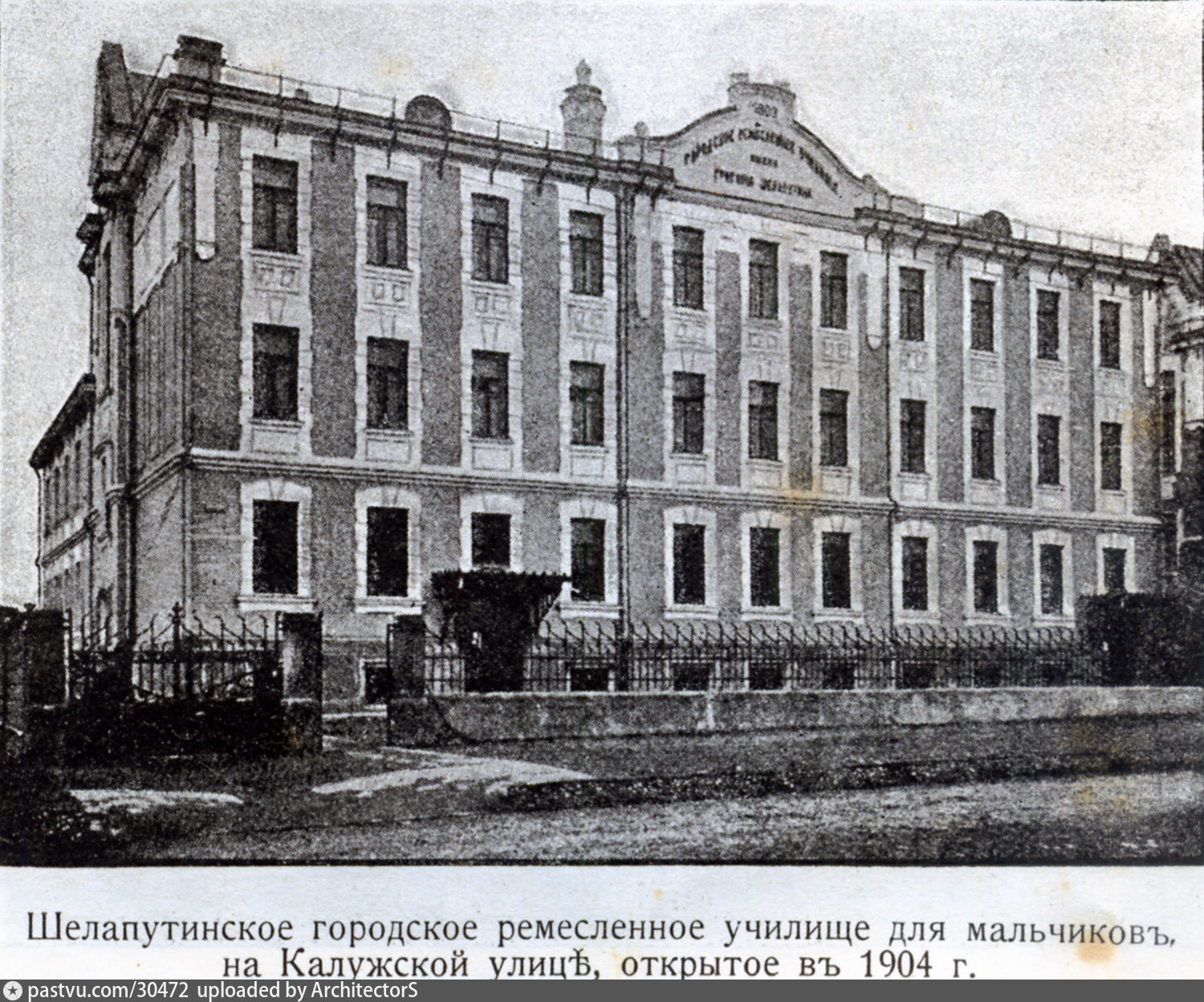
Мужское ремесленное училище имени Григория Шелапутина на Калужской улице (1904)
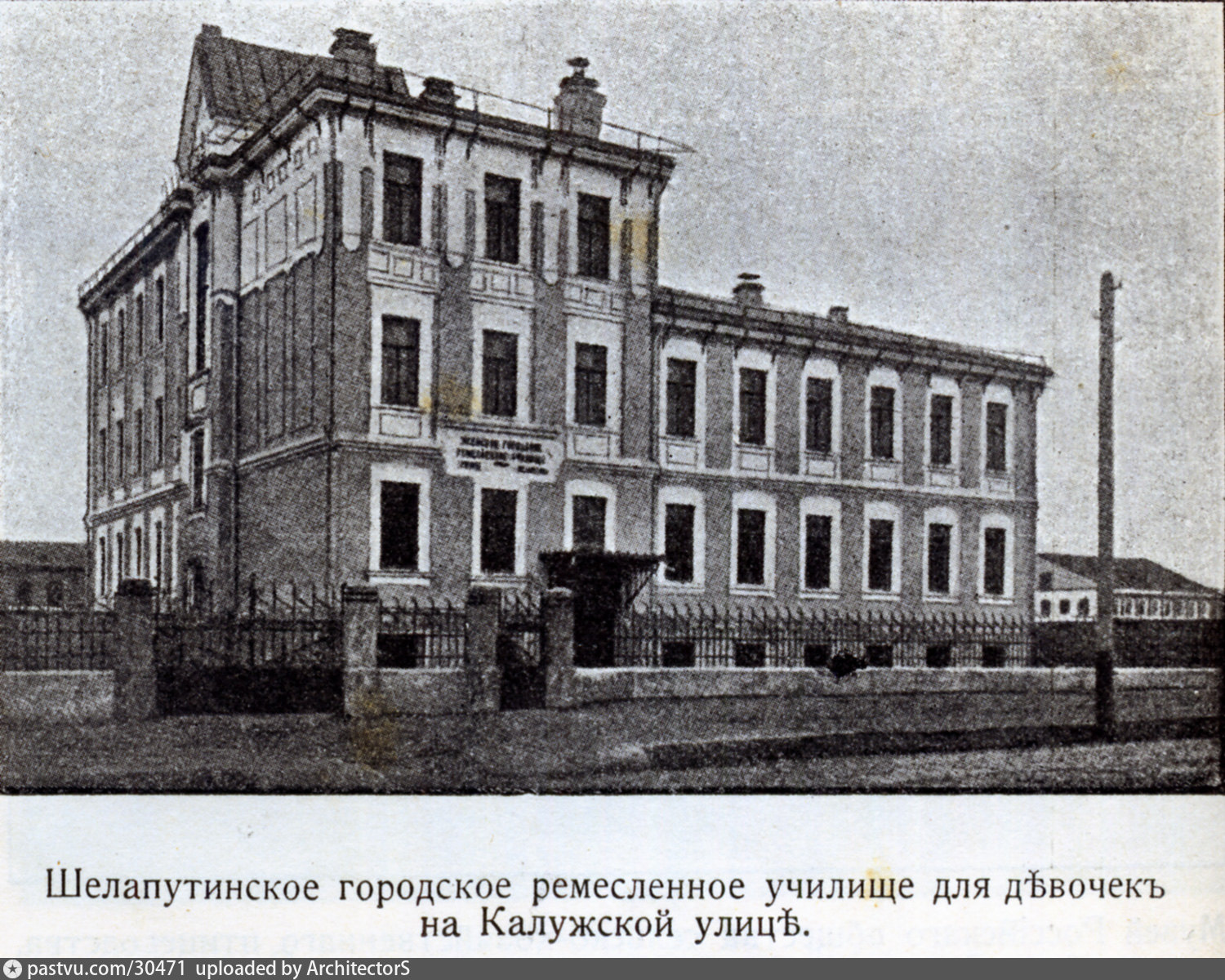
Женское ремесленное училище имени Григория Шелапутина на Калужской улице (1904)
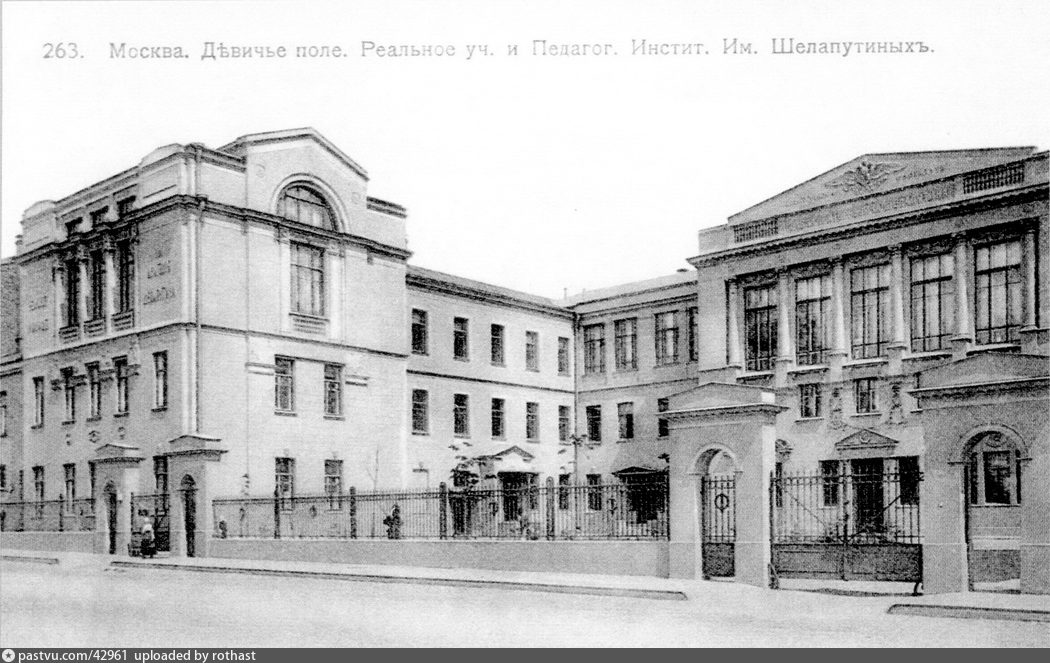
Реальное училище и Педагогический институт (1912)

В память умершего последним сына Бориса (1913) Павел Григорьевич сделал ещё один крупный благотворительный взнос, обратившись в Министерство народного просвещения с просьбой принять 500 тысяч рублей на создание женской учительской семинарии и курсов кустарных промыслов с ремесленными мастерскими. Под планируемое учреждение П. Г. Шелапутин выделил большой участок земли в своём имении Покровское-Фили. Проект осуществлён не был.
Среди пожертвований П. Г. Шелапутина — средства на устройство зала эллинистического искусства в Музее изящных искусств, членом Комитета которого он состоял, а также оказал значительное содействие в строительстве и работе университетской обсерватории.
Всех пожертвований на просветительные и благотворительные учреждения сделано им на сумму около пяти миллионов рублей.
В 1913 году Шелапутин едет в швейцарский город Фрибур на лечение, где в следующем году умирает. Гроб с его телом едва успели перевезти через границу в последние мирные дни перед Первой мировой войной. Последнее пристанище Шелапутин нашёл на Рогожском кладбище.
В журнале «Нива» была помещена статья с такими словами: «…Имя Шелапутина известно всей культурной России: недавно скончавшийся Павел Григорьевич был ярким представителем того благородного меценатства, которым издавна отличалась Москва, создававшая множество культурных учреждений — больниц, школ и т. п. на частные средства».